# Nevskite
La nevskite è un minerale.